# 6162 Прохоров
6162 Прохоров (6162 Prokhorov) — астероїд головного поясу, відкритий 25 вересня 1973 року.
Тіссеранів параметр щодо Юпітера — 3,362.